# Bagi
Bagi  (大自然の魔獣 バギ?, Daishizen no Majū Bagi, Bagi, the Monster of Mighty Nature - Bagi, il mostro della possente natura) è un film anime giapponese creato direttamente per la televisione da Tezuka Productions e trasmesso per la prima volta su Nippon Television il 19 agosto 1984. È stato scritto da Osamu Tezuka come critica all'approvazione del governo giapponese agli esperimenti di ricombinazione del DNA dato proprio quello stesso anno.

## Trama
Nella fitta jungla del Sud America, Ryosuke un cacciatore giapponese (chiamato Ryo) ed un bambino del villaggio locale di nome Chico, seguono il mostro che sta terrorizzando i paesi e la campagna circostante. Ryo, in realtà, conosce piuttosto bene la bestia come viene dimostrato dai flashback sulla sua infanzia.
Durante l'adolescenza Ryosuke Ishigami, figlio scapestrato di un reporter giornalistico di cronaca nera e di una scienziata genetista, è fuori con la banda di motociclisti alla quale appartiene, incontrando una donna misteriosa. Alcuni dei suoi amici decidono di infastidire la ragazza che si rivela non essere propriamente normale, lasciando molti ragazzi a terra feriti. Il leader della banda trova il nascondiglio di questa misteriosa donna e l'aspetta per potersi vendicare, ma saranno sorpresi e saranno nuovamente aggrediti, tutti eccetto Ryosuke. La donna si rivela non essere umana in tutti i suoi aspetti ma per metà gatto, una ragazza gatto chiamata Bagi — ed è stato proprio Ryosuke a prendersi cura di lei ed a crescerla quando lei una piccola gattina. Quando Bagi iniziò a crescere a la gente iniziava a sospettare delle sue capacità oltre una normale gattina (poteva camminare sulle due zampe posteriori, scrivere il proprio nome e parlare) la gattina scappò per non creare difficoltà al proprio padroncino, crescendo e diventando adulta da sola. Dopo la loro riunione Ryosuke e Bagi decidono di scoprire la verità sulle origini della donna gatto e riescono a sapere che è la madre di Ryo la responsabile della creazione di Bagi— ovvero un prodotto di ricombinazione del DNA umano e del leone di montagna americano. Per saperne di più seguono la madre di Ryo in Sud America, ma invece che risposte trovano un pericolo ancora maggiore. L'incarico ufficiale del nuovo laboratorio è creare una nuova, strana forma di riso per sconfiggere la fame del mondo, ma in realtà un errore ne crea un tipo capace di distruggere l'umanità. La scienziata per impedire che il frutto del suo lavoro serva per distruggere invece che salvare vite, sacrifica la propria vita ed affida a Bagi l'ultima palla di riso con il compito di distruggerla; sfortunatamente non riesce a parlare in tempo con Ryo per spiegarli cosa è successo, il ragazzo crede che l'amica abbia ucciso la madre e decide di dedicare la sua esistenza all'unico fine di vendicarla.
Nel frattempo Bagi ha perso velocemente le sue caratteristiche umane approssimandosi sempre di più ad una bestia, ed è solita attaccare ogni uomo che cerca di avvicinarla. Quando Ryosuke riesce ad avvicinarla scopre che Bagi ha intorno al collo il ciondolo di sua madre al cui interno si trovano le sue ultime parole. Il giorno dopo il corpo di Bagi non c'è più, ma si vedono chiaramente delle orme che si dirigono verso le montagne e Ryosuke, inginocchiandosi, prega che Bagi possa vivere in solitudine lontano dalla cattiveria dell'uomo.

## Personaggi
Ryo (Ryosuke Ishigami)
Doppiato da: Inoue Kazuhiko
Un giovane ragazzo giapponese membro di una banda di motociclisti, un ragazzo scapestrato che non si cura del suo futuro e che è spesso lasciato da solo dai propri genitori troppo impegnati con i rispettivi lavori. Suo padre è un giornalista di cronaca nera mentre la madre la Prof.ssa Ishigami, lavora al laboratorio senza mai parlare troppo del proprio lavoro ne tornando spesso a casa.
Si riunisce a Bagi il giorno del suo 15º compleanno e 5 anni dopo diventa un abile cacciatore. Bagi era il suo “animale domestico” quando era appena una cucciola.
Chiko (Chico)
Doppiato da: Kazuteru Suzuki
È un bambino messicano che sospetta Bagi come l'assassina del padre: decide così di volersi vendicare prima di ogni altro. Quando incontra Ryo decide di cercare Bagi insieme a lui e gli fornisce le informazioni dei suoi ultimi avvistamenti. Probabilmente "Chiko" non è il vero nome del bambino, bensì un appellativo affettuoso spesso dato ai bambini maschi dell'America Latina. Chiko veste con un sombrero ed utilizza con perizia le bolas.
Bagi
Doppiata da: Saeko Shimazu
È una donna gatto rosa, geneticamente modificata con il DNA di un puma (le sue origini non sono divulgate nella storia). Lei e sua madre sono gli unici due animali che sopravvivono ad un terremoto presso il Centro Scientifico che le ha create, tuttavia la madre si sacrifica, facendosi sopprimere, per salvare la vita della figlia. Bagi viene poi presa come gattino domestico di Ryo; quando incominciò a crescere e rendere evidenti le sue peculiarità andò via di casa per 9 anni così da provare a cercare altri suoi simili, travestendosi da ragazza finché non incontrò nuovamente Ryo. Tra le abilità fisiche di Bagi sono presenti la capacità di eseguire super salti, saltare sulle mura, saltare molto in lungo, eseguire capriole aeree. Possiede inoltre una lunga e resistente coda e robusti ed affilati artigli retrattili. Bagi, pur essendo stata creata da un animale, è in grado di leggere, scrivere e ragionare come un umano, può percepire e comprendere i toni linguistici e il comportamento sociale e psicologico. Ha inoltre dei riflessi estremamente rapidi e ed è in grado di ipnotizzare gli altri.
Prof.ssa Ishigami
Doppiata da: ?
È la madre di Ryo ed è una importante capo ricercatrice della SuperLife Center, credendo di poter migliorare qualsiasi cosa con l'aiuto della scienza. È la responsabile della creazione di Bagi e di altri come lei. Dopo che il Presidente la costrinse a produrre un tipo di riso velenoso sceglie di cambiare sentendosi in colpa e seguendo la sua stessa coscienza. Viene uccisa, ma non da Bagi come Ryo erroneamente crede. Nella sua ultima lettera esprime tutto il suo rammarico per essere stata una cattiva scienziata ma soprattutto una cattiva madre.
Il capo
Doppiato da: Kōsei Tomita
Il vertice del laboratorio SuperLife Center, ed è furbo ed ambizioso. È molto basso, quasi affetto da nanismo, con lunghi capelli spettinati simili a quelli di Albert Einstein e dei piccoli baffetti simili a quelli di Adolf Hitler. Sarà lui a spiegare le origini di Bagi quando con Ryo riusciranno ad intrufolarsi nella struttura del laboratorio; dopodiché viene ipnotizzato per far organizzare il trasporto di Bagi e Ryo in Sud America per incontrare la Professoressa Ischigami.
Colonnello Sado
Doppiato da: Masaru Ikeda
È il capo delle Guardie Imperiali di Monica, lo Stato dove si trova un nuovo laboratorio di ricerca. Si accarezza spesso con le mani i suoi lunghi bassi e sembra un militare dei primi dell'800. Incontra Ryo quando ferma il camion dove viaggia con Bagi credendolo un ribelle che lotta per sovvertire il poetere a Monica, mentre i due si fingevano circensi. Bagi, per dimostrare di essere del circo salta attraverso una spirale infuocata di 30 metri, mentre il Colonnello minacciava di morte Ryo; nonostante la buona riuscita della prova gli stordisce portandoli al laboratorio Cucaracha a loro insaputa. Riappare quando il Presidente e la Professoressa Ishigami discuno sull'utilizzo del riso velenoso creato il laboratorio, in modo da poter avvelenare i ribelli e gli stati limitrofi che li appoggiano. Quando Ryo prova a scappare, Sado lancia una spada e lo sfida, rincorrendosi con le motociclette. Sado probabilmente muore quando Ryo riesce a farlo precipitare dalla torre del laboratorio, ma non è detto che gli sia stato effettivamente fatale.
Il Presidente di Monica
Doppiato da: Yuzuru Fujiki
Il cattivo presidente del paese nord americano dove si trova il Cucaracha Research Lab; è piuttosto tarchiato e veste con abiti sgargianti, tra cui un abito che sembra essere fatto da code di animali colorati. Arriva per controllare il lavoro svolto presso il laboratorio di ricerca, vuole utilizzare il riso velenoso geneticamente modificato per i guerriglieri ribelli che si oppongono, così come chiunque altro, al suo governo da anni. Quando la Prof. ssa Ishigami rifiuta di cooperare con il suo piano, viene uccisa dai suoi grossi cani. I suoi piani sono alla fine dissipati grazie a Bagi e Ryo: Bagi fugge dal laboratorio con i campioni di riso, mentre Ryo distrugge il laboratorio stesso.
Cemen Bond
Doppiato da: Katsuji Mori
È il soldato responsabile di tenere in custodia Ryo al Cucaracha Research Lab, famoso per la sua particolare abilità con la pistola. Le sue decisioni dipendono sempre dal tiro di una moneta. Quando Ryo scappa dal laboratorio viene licenziato ma non porta rancore e decide, successivamente, di insegnare al ragazzo tutto quello che sa sulla sua abilità nello sparo. Sembra essere una parodia vaga e libera di James Bond, questo non solo rievocato dal suo cognome me anche dalla musica che si accompagna ad ogni sua apparizione

## Distribuzione

### Nord America
Non è stato distribuito ufficialmente in Nord America in nessuna forma, tuttavia è presente una edizione in audio originale e sottotitolata in lingua inglese sul popolare sito di broadcast YouTube. È stato distribuito in molti altri paesi ma ancora nel 2011 non è stata pubblicata nessuna produzione ufficiale sottotitolata.

### Italia
Il film fu acquistato e doppiato dalla Rai e trasmesso in prima visione su Rai Uno il 25 dicembre 1987. I diritti sono stati acquisiti in seguito dall'editore Yamato Video che l'ha distribuito in DVD. Nella versione italiana Bagi è doppiata da Cinzia De Carolis.